# Delphinium austriacum
Delphinium austriacum är en ranunkelväxtart. Delphinium austriacum ingår i släktet storriddarsporrar, och familjen ranunkelväxter.

## Underarter
Arten delas in i följande underarter:
- D. a. austriacum
- D. a. drescheri
- D. a. stiriacum